# Douwe Bob
Douwe Bob Posthuma (ur. 12 grudnia 1992 w Amsterdamie) – holenderski piosenkarz. Reprezentant Holandii w 61. Konkursie Piosenki Eurowizji (2016).

## Życiorys
W wieku sześciu lat zaczął naukę gry na fortepianie, skupiając się głównie na muzyce klasycznej i jazzowej. Mając 14 lat, zaczął grać na gitarze. W 2012 zwyciężył w finale programu telewizyjnego De beste singer-songwriter van Nederland. Po finale programu z singlem „Multicoloured Angels” dotarł do czwartego miejsca krajowej listy przebojów.

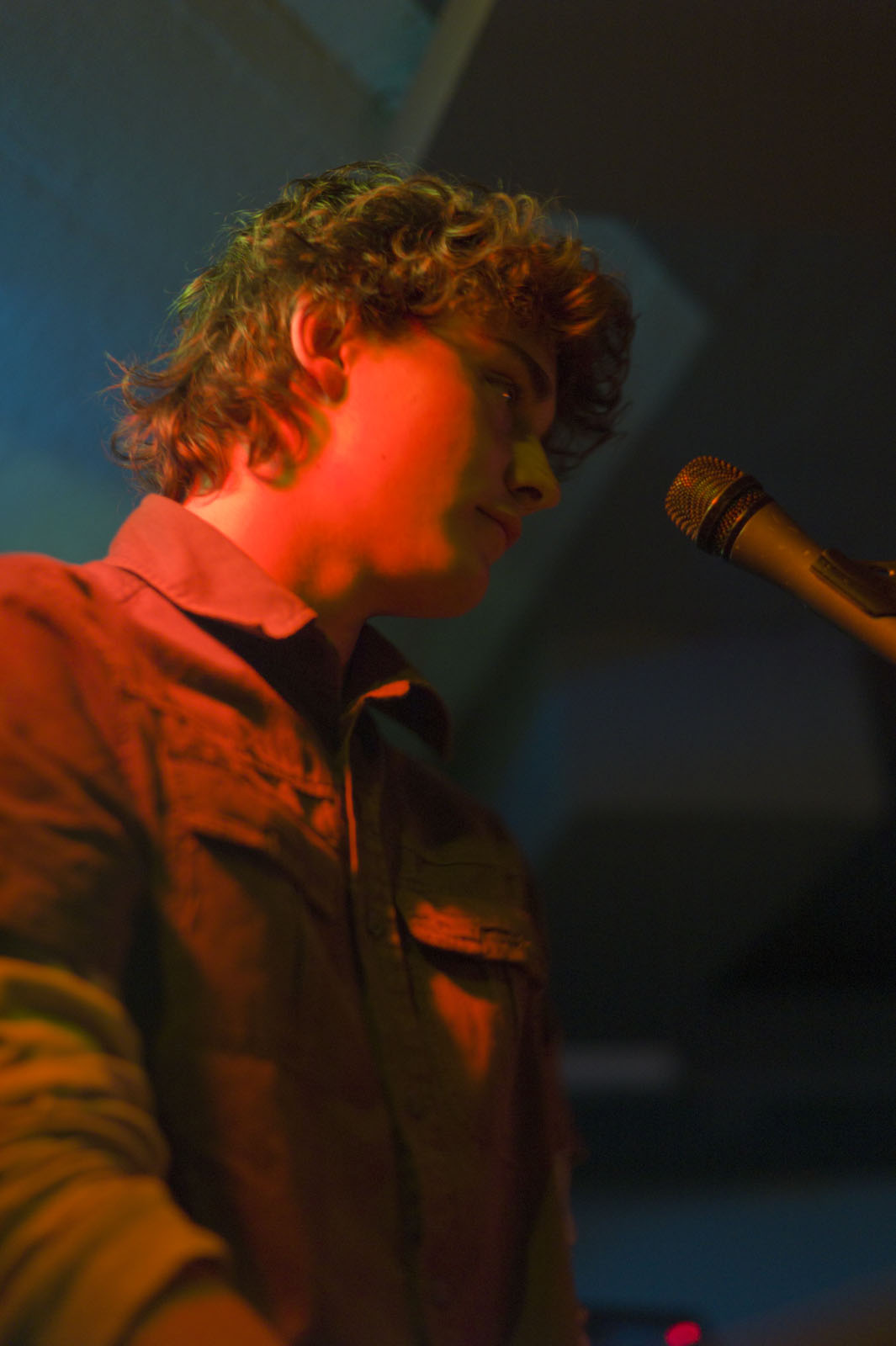
Bob (2010)

3 maja 2013 wydał debiutancki album studyjny pt. Born in a Storm. Większość piosenek z płyty napisał wraz z Matthijsem van Duijvenbodem podczas wakacji w Maroku. Wydawnictwo promował singlami: „You Don’t Have to Stay” i „Stone into the River”, który nagrał z orkiestrą Ardesko. W czerwcu wystąpił na festiwalu Pinkpop, a pod koniec roku był bohaterem filmu dokumentalnego Whatever Forever: Douwe Bob, w którym opowiedział m.in. o relacjach z ojcem. W 2014 został jednym z Ambasadorów Wolności w ramach Bevrijdings Festivals. W styczniu 2015 wydał singiel „Hold Me”, który nagrał z Anouk i zadebiutował na drugim miejscu krajowej listy przebojów. 15 maja 2015 wydał album pt. Pass It On, z którym zadebiutował na pierwszym miejscu listy najczęściej kupowanych płyt w Holandii.
W maju 2016, reprezentując Holandię z utworem „Slow Down”, zajął 11. miejsce w finale 61. Konkursu Piosenki Eurowizji w Sztokholmie. W tym samym roku wydał album pt. Fool Bar. Latem 2017 został ogłoszony trenerem w siódmej edycji programu The Voice Kids, która była emitowana wiosną 2018. 9 listopada 2018 wydał album pt. The Shape I’m In. W 2019 napisał tytułową piosenkę do filmu Singel 39, w którym zagrał także epizodyczną rolę.

### Życie prywatne
Jest synem Simona Posthumy, członka zespołu muzyczno-projektanckiego The Fool. 
W marcu 2016 oświadczył, że jest biseksualny. 9 maja 2017 ogłosił, że jest homoseksualny. Ma troje dzieci: dwie córki i syna.

## Dyskografia

### Albumy studyjne
- Born in a Storm (2013)
- Pass It On (2015)
- Fool Bar (2016)
- The Shape I’m In (2018)